# Aprilți, Pazardjik
Aprilți (în bulgară Априлци) este un sat în comuna Pazardjik, regiunea Pazardjik,  Bulgaria. 

## Demografie
Componența etnică a satului Aprilți
     Bulgari (69,96%)
     Romi (29,46%)
     Nicio identificare (0,57%)
     Altele (0,57%)
La recensământul din 2011, populația satului Aprilți era de 526 locuitori. Din punct de vedere etnic, majoritatea locuitorilor (69,96%) erau bulgari, cu o minoritate de romi (29,46%). Pentru 0,57% din locuitori nu este cunoscută apartenența etnică.